# Collegi universitari legalmente riconosciuti
I Collegi universitari legalmente riconosciuti dal Ministero dell'università e della ricerca italiano sono "strutture residenziali unitarie destinate a ospitare studenti delle Università italiane, statali e non statali, che nel corso degli studi superiori abbiano dimostrato doti e impegno particolari e ottenuto risultati di eccellenza". L'ammissione ai Collegi Universitari di Merito è per concorso nazionale. I Collegi di Merito offrono agli allievi, oltre a vitto e alloggio, una serie di servizi formativi e culturali volti alla valorizzazione del merito e dell'interdisciplinarità della preparazione accademica, assicurando a ciascuno studente, sulla base di un progetto educativo personalizzato, una formazione complementare a quella offerta dal corso universitario di appartenenza.

## Collegi universitari di merito riconosciuti e accreditati
Il D.lgs. 68/2012 ha rinnovato la disciplina dei Collegi di merito e ha introdotto le nuove figure di "Collegio Universitario di Merito riconosciuto" e "Collegio Universitario di Merito accreditato".

### Il Collegio universitario di merito riconosciuto
Il riconoscimento del Collegio universitario di merito da parte del MIUR prevede il soddisfacimento di requisiti e standard minimi istituzionali, funzionali e logistici. In particolare, il riconoscimento del Collegio prevede i seguenti requisiti:
- Presenza di un comitato scientifico composto da almeno 9 membri, di cui due terzi professori universitari (Ordinari o associati);
- Presenza di un Direttore a tempo pieno;
- Presenza di un responsabile a tempo pieno dell'organizzazione e gestione delle attività formative e culturali del Collegio;
- Progetto formativo personalizzato da realizzarsi al di fuori dell'Università attraverso corsi e attività organizzati dal Collegio, con una frequenza media, documentata,  di 50 ore per studente per anno accademico per i primi tre anni universitari e di 15 ore per i successivi, effettuata da docenti universitari ed esponenti delle professioni e delle imprese;
- Presenza di strutture di accoglienza e didattiche (aule, biblioteche, laboratori didattici etc.) adeguate alle attività formative previste;
- Attività di orientamento al lavoro;
- Ammissione regolata da bando di concorso nazionale, redatto anche in lingua straniera;
- Presenza di almeno il 75% di studenti con media accademica uguale o superiore a quella posseduta dagli studenti iscritti presso l'Università di riferimento del Collegio;
- Presenza, per ogni anno accademico, di studenti stranieri.

### Il Collegio universitario di merito accreditato
L'accreditamento del Collegio universitario di merito da parte del MIUR è riservato ai Collegi riconosciuti da almeno 5 anni e prevede il soddisfacimento di requisiti più stringenti rispetto al riconoscimento stesso. In particolare, l'accreditamento del Collegio prevede, oltre a quanto già previsto per il riconoscimento:
- Sussistenza di accordi di collaborazione con associazioni di categoria, enti pubblici, medio-grandi imprese per attività formative e di orientamento al lavoro;
- Attività formative per i dipendenti del Collegio di almeno 20 ore annue, di cui il 40% in contesto internazionale;
- Bilancio certificato dei costi di formazione, dettagliato per direttori, formatori, docenti, coach e tutor;
- Erogazione di borse di studio pari almeno al 30% delle rette nell'anno accademico;
- Progetto formativo personalizzato da realizzarsi al di fuori dell'Università attraverso corsi e attività organizzati dal Collegio, con una frequenza media, documentata, di 70 ore per studente per anno accademico per i primi tre anni universitari e di 25 ore per i successivi, effettuata da docenti universitari ed esponenti delle professioni e delle imprese;
- Presenza di un tutor almeno ogni 30 allievi;
- Attività di coaching personale svolto da personale specializzato;
- Sussistenza di accordi con università estere e istituzioni internazionali per la mobilità internazionale degli studenti;
- Partecipazione di almeno il 10% degli studenti a iniziative di mobilità internazionale;
- Possesso della certificazione EN ISO 9001 per la gestione di Collegi Universitari di Merito e la progettazione ed erogazione di corsi di formazione;
- Patrimonio netto di almeno 2 milioni di euro.

## La conferenza dei Collegi universitari di merito
La conferenza dei Collegi universitari di merito legalmente riconosciuti dal Ministero dell'istruzione, università e ricerca (CCUM) è l'associazione che riunisce e rappresenta presso le istituzioni e i gruppi di interesse nazionali e internazionali i 15 enti che gestiscono 56 Collegi di merito su tutto il territorio nazionale. Con la loro attività formativa e didattica i Collegi affiancano gli atenei italiani con un modello interdisciplinare che pone al centro di ogni attività lo studente come persona capace di sviluppare senso critico, capacità di giudizio e senso di responsabilità. Promuovono e potenziano, in dimensione internazionale, forme di collaborazione con l'Università e di collegamento con la società civile, con una attenzione particolare alla formazione delle competenze trasversali (soft skills) funzionali anche all'inserimento nel mondo del lavoro.
Fanno parte della conferenza dei Collegi: Almo Collegio Borromeo, Associazione CUIR, Collegio Ghislieri, Collegio Lamaro - Pozzani, Collegio Nuovo, Collegio Don Mazza, Collegio S. Caterina, Collegio ARCES, Collegio Einaudi, Collegio di Milano, Collegio San Carlo di Modena, Fondazione CEUR, Fondazione Rui, Collegio universitario Fondazione Comunità Domenico Tardini, I.P.E.-Istituto per ricerche e attività educative, Collegio Universitario Luigi Lucchini, Collegio Universitario Luciano Fonda.